# FK OEZ Letohrad
FK OEZ Letohrad ist ein tschechischer Fußballklub aus der ostböhmischen Stadt Letohrad.
Die erste Herrenmannschaft pendelte in den letzten Jahren zwischen vierthöchster und 3. tschechischer Liga. Nach dem Aufstieg in der Saison 2010/11 stieg FK OEZ umgehend wieder ab und spielt aktuell (Saison 2013/14) viertklassig.

## Saisonergebnisse
- 2003/04: 3. Liga  – 11. Platz
- 2004/05: 3. Liga  – 16. Platz (Abstieg)
- 2005/06: 4. Liga – 4. Platz
- 2006/07: 4. Liga – 2. Platz (Aufstieg)
- 2007/08: 3. Liga  – 12. Platz
- 2008/09: 3. Liga  – 18. Platz (Abstieg)
- 2009/10: 4. Liga – 6. Platz
- 2010/11: 4. Liga – 1. Platz (Aufstieg)
- 2011/12: 3. Liga  -
- 2012/13: 4. Liga – 6. Platz

## Bekannte (ehemalige) Spieler
- Tomáš Huber (* 1985)
- Vojtěch Štěpán (* 1985)

## Vereinsnamen
- 1919 SK Kyšperk
- 1950 MEZ Letohrad
- 1956 Lokomotiv Letohrad
- 1960 Spartak Letohrad
- 1969 Spartak OEZ Letohrad
- 1994 FK OEZ Letohrad